# Кобзар (видавництво)
Кобзар — видавництво Товариства об'єднаних українських канадців (ТОУК), створене в 1966 році в місті Торонто.

## Історія
Видавництво Кобзар було створене в 1966 році на базі Робітничо-фермерського товариства. Видавництво публікувало україномовну газету «Українське життя» та англомовну «The Ukrainian Canadian». Видавництво також публікувало твори української художньої літератури, зокрема твори канадських авторів українського походження та класиків: Тараса Шевченка, Лесю Українку, Василя Стефаника, Мирослава Ірчана та інших.